# 赤裸裸
《赤裸》（英語：Naked）是一部1993年英国电影，迈克·李导演。
李以对中产阶级和工人阶级生活方式的微妙解读而知名。《赤裸》则比之前的作品更加阴暗、冷酷。李的片很依靠即兴创作，但实际上最后出现在成片中的即兴演出并不多，剧本很大程度上是在排练中创作的。该片获得的评价大多是积极的。

## 情节
在曼彻斯特的一条小巷里，约翰尼-弗莱彻强奸了一个女人。他偷了一辆车，逃到伦敦东部的达尔斯顿。约翰尼在同样来自曼彻斯特的前女友路易丝的家中寻求庇护。露易丝是一名档案员，和两个室友住在一起，一个是失业的苏菲，另一个是护士桑德拉，在津巴布韦出差。
约翰尼勾引苏菲，同时冷淡地对待路易丝，但很快就厌倦了。他在伦敦市中心散步，向任何愿意听的人详细阐述他的世界观。他遇到的人中有阿奇，一个在布鲁尔街寻找女友麦琪的苏格兰年轻人，还有布莱恩，一个在晚上看守空荡荡的办公楼的保安，约翰尼称之为 "英国最乏味的工作"，布莱恩计划将来住在海边的小屋里。
约翰尼追求一个醉酒的女人，在注意到她肩上的骷髅头纹身时又拒绝了她。约翰尼跟踪一个年轻的咖啡馆服务生回家，但在她开始哭泣时被赶了出来。他搭上了一个在镇上张贴海报的人的车，直到那个人被约翰尼不停的喋喋不休激怒了，把他扔到街上，然后带着约翰尼的行李袋开车离开。约翰尼在街上闲逛，被一伙游荡的暴徒打了一顿。
他回到路易丝的住所，发现他们的房东杰里米（又名塞巴斯蒂安），一个精神病患者、无道德的雅皮士和强奸犯，强行进入公寓并强奸了苏菲。苏菲急于把杰里米赶出家门，但她和路易丝担心警察不会帮忙。他们试图让受伤的约翰尼保持安静，但他却发作起来，惊醒了熟睡的杰里米。
桑德拉提前回来。被公寓的状况吓坏了，但她还是处理了强尼的伤口。露易丝假装对杰里米感兴趣，然后用刀把他赶出家门。杰里米离开了，留下了几百英镑。苏菲感到孤独，带着她为数不多的财产逃离了房子。露易丝和约翰尼似乎和解了，并讨论一起回到曼彻斯特，但她一去上班，约翰尼就偷了钱，蹒跚地走到街上。

## 角色
- 大衛·休利斯 飾演 约翰尼（Johnny）
- Lesley Sharp 飾演 路易絲（Louise Clancy），強尼的前女友
- Katrin Cartlidge 飾演 蘇菲（Sophie），路易絲的室友
- Greg Cruttwell  飾演 杰里米（Jeremy G. Smart ）/ 塞巴斯蒂安霍克（Sebastian Hawk）
- Claire Skinner 飾演 桑德拉（Sandra ），护士
- Peter Wight 飾演 布萊恩（Brian）， 保安
- 艾文·布萊納 飾演 阿奇（Archie），蘇格蘭男孩
- Susan Vidler 飾演 瑪姬（Maggie），阿奇的女友
- Elizabeth Berrington 飾演 吉賽兒（Giselle）
- Gina McKee  飾演 咖啡店的女服務生（The Cafe Girl）

## 奖项
- Cinéfest: 最佳国际电影 (1993) (获奖)
- 坎城影展 (1993): 最佳导演 (获奖)和最佳男演员（获奖）[1]
- 纽约影评人协会: 最佳男主角 – David Thewlis (1993)
- 多伦多国际影展: Metro Media Award (1993) (获奖)
- Belgian Syndicate of Cinema Critics: 评审团奖 (1994) (提名)
- Evening Standard 英国电影奖: 最佳男演员 – David Thewlis (1994)
- 伦敦影评人协会: 年度英国男演员 – David Thewlis (1994)
- 国家影评人协会: 最佳男演员 – David Thewlis (1994)
- 英国电影学院奖：最佳英国电影 (1994) (提名)
- 独立精神奖: 最佳外国电影 (1994) (提名)